# Diocesi di Nepi

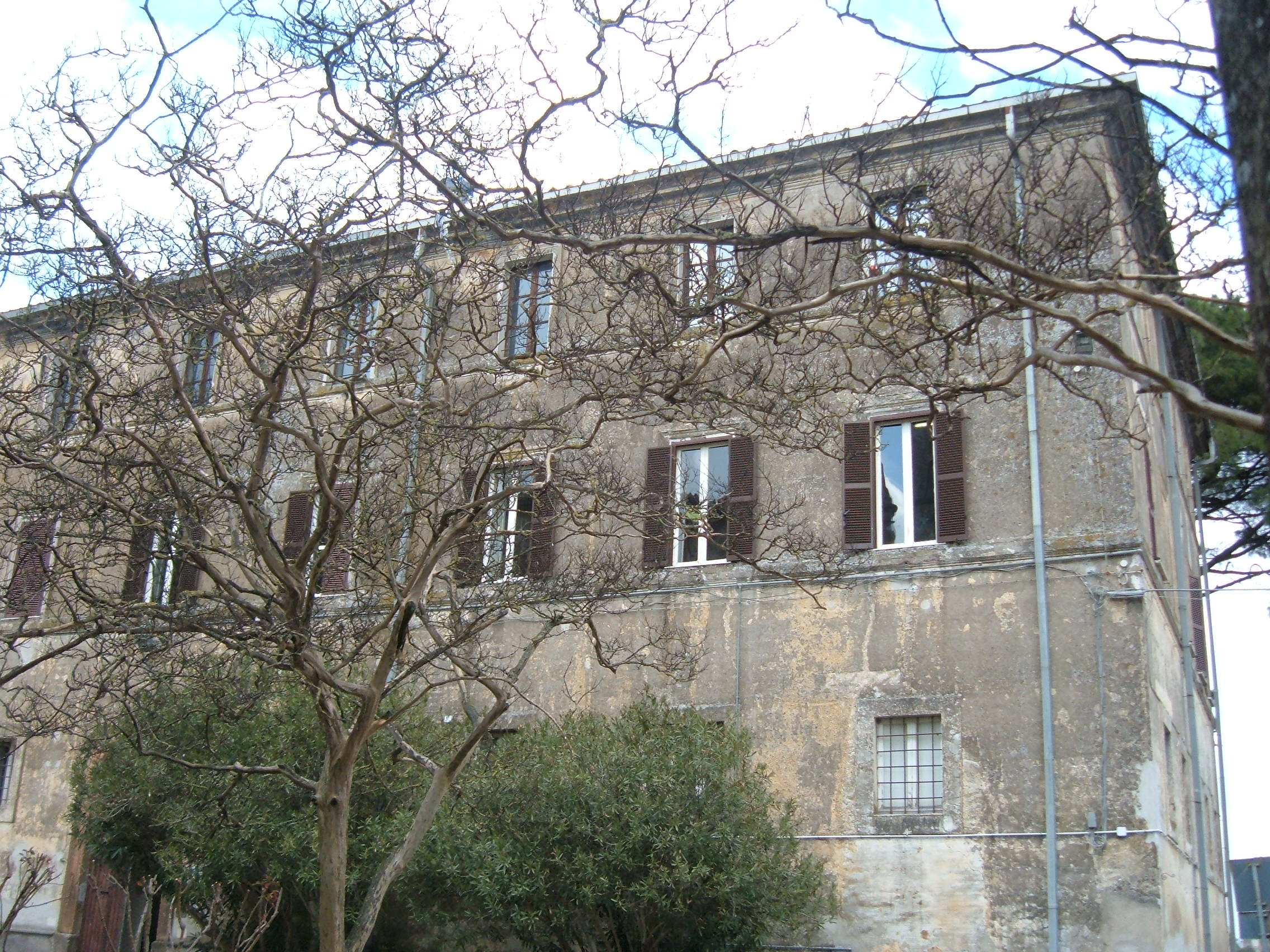
L'ex palazzo vescovile di Nepi.

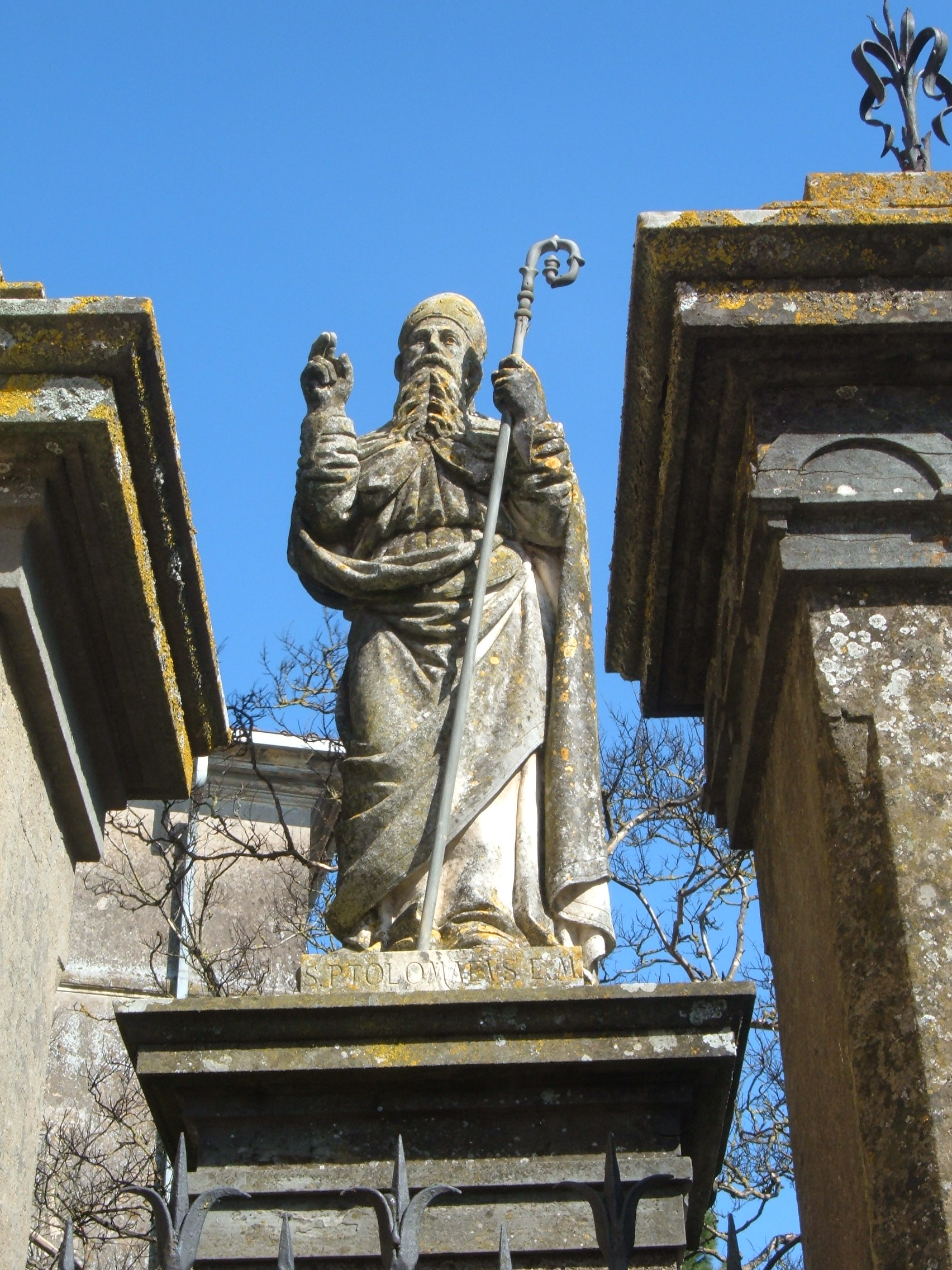
Statua di san Tolomeo, ritenuto dalla tradizione primo vescovo della diocesi.

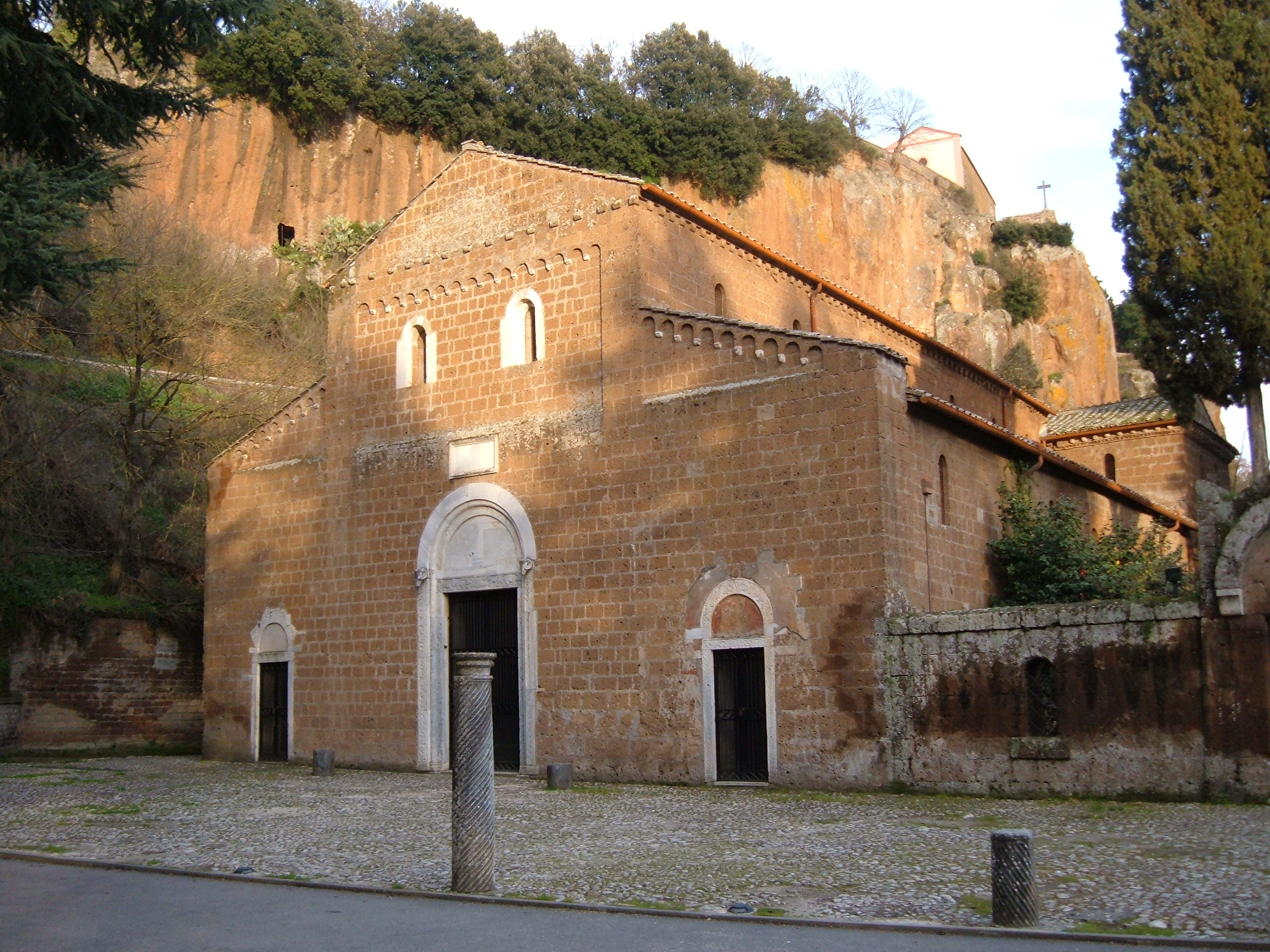
La basilica di Sant'Elia a Castel Sant'Elia.

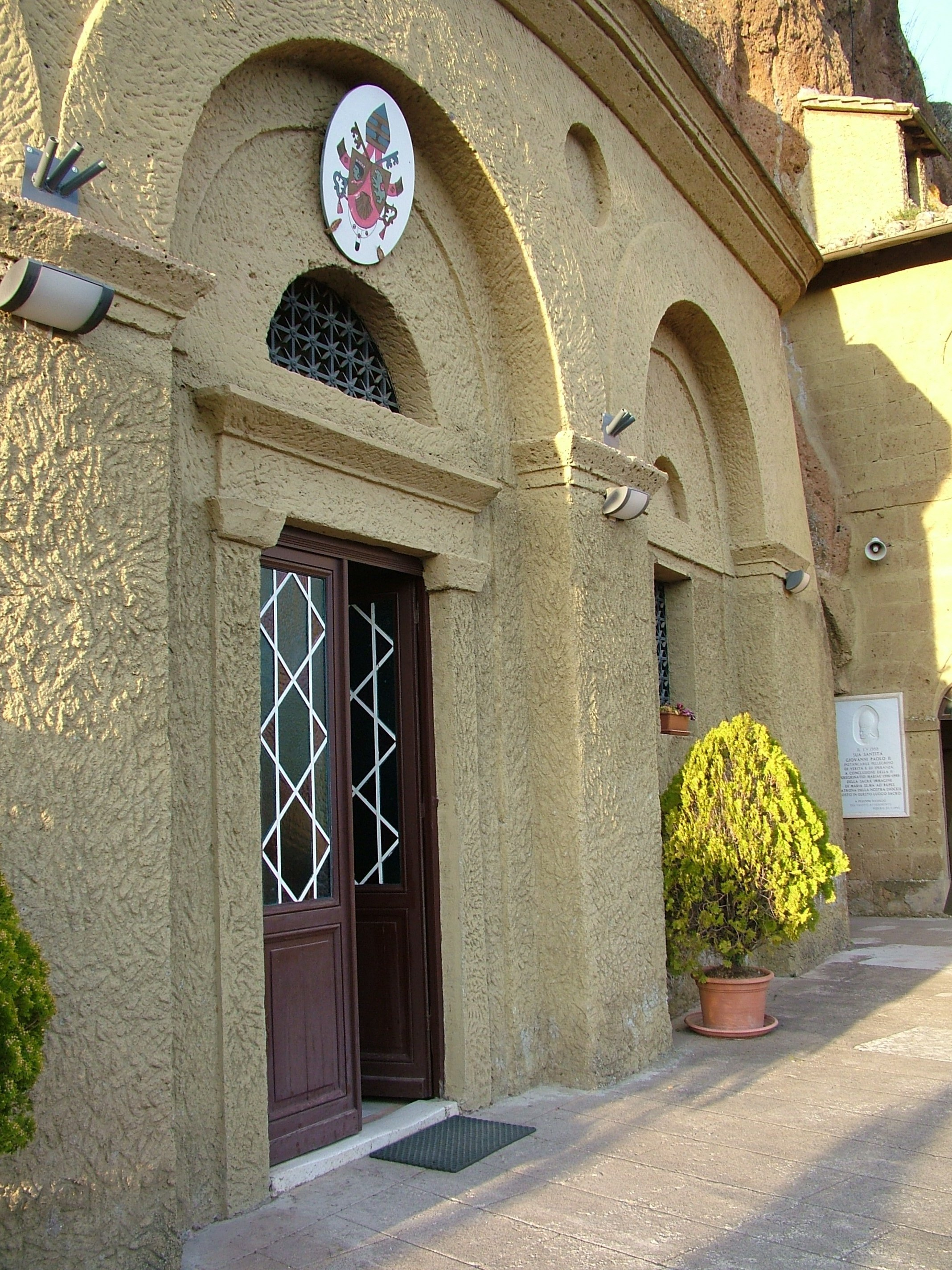
L'entrata della "grotta santa" del santuario di Santa Maria ad rupes, oggi patrona della diocesi di Civita Castellana.

La diocesi di Nepi (in latino Dioecesis Nepesina) è una sede soppressa e sede titolare della Chiesa cattolica.

## Territorio
Alla vigilia della sua soppressione, il territorio della diocesi comprendeva tredici comuni a cavallo di due province laziali:
- in provincia di Viterbo i comuni di Nepi, Castel Sant'Elia e Monterosi;
- in provincia di Roma i comuni di Campagnano di Roma, Capena, Civitella San Paolo, Fiano Romano, Formello, Nazzano, Torrita Tiberina, Filacciano, Sacrofano, Magliano Romano.[1]

Sede vescovile era la città di Nepi, dove fungeva da cattedrale la chiesa di Santa Maria Assunta e Santa Anastasia, oggi concattedrale della diocesi di Civita Castellana.
Nel 1980 le sedi unite di Nepi e Sutri comprendevano 38 parrocchie per poco più di 80.000 abitanti.

## Storia
Secondo una passio, di poco anteriore all'XI secolo, a Nepi subirono il martirio Tolomeo, vescovo Pentapolis et Tusciae, e Romano, vescovo di Nepi, suo discepolo, che furono sepolti in una catacomba di proprietà della matrona Savinilla. Questi due santi sono riconosciuti dalla tradizione come i protovescovi e patroni della diocesi di Nepi, benché i loro nomi siano «ignoti a tutte le antiche fonti martirologiche».
La prima menzione della diocesi di Nepi si trova nel Liber pontificalis, nella biografia di papa Bonifacio I (418-422), in cui si accenna, secondo una delle redazioni del Liber, al trasferimento dell'antipapa Eulalio alla sede nepesina. Invece, la prima testimonianza storica dell'esistenza della diocesi è la partecipazione del vescovo Proiettizio al concilio romano indetto nel 465 da papa Ilario dove furono stabilite norme sulle ordinazioni episcopali e sulle nomine dei vescovi. All'epoca di Gregorio Magno, il vescovo Paolo fu nominato dal pontefice visitatore apostolico della sede di Napoli dopo la deposizione di Demetrio (591).
Probabilmente, verso la fine del V secolo, le sedi di Nepi e di Faleri furono per un certo momento unite; infatti, nel concilio romano indetto nel 499 da papa Simmaco Felice firma gli atti come episcopus ecclesiae Faliscae et Nepesinae.
La cattedrale diocesana era dedicata a Santa Maria Assunta e Sant'Anastasia e la diocesi immediatamente soggetta alla Santa Sede. «La sede episcopale ebbe una certa importanza nel Medioevo. In questo periodo sono stati vescovi di Nepi personaggi come Sergio (945), figlio di Marozia, detentrice dell'egemonia a Roma nei primi decenni del X secolo, e fratello di Giovanni XI; Alberto (1098), cardinale dell'antipapa Clemente III; Lituardo (1285-1297), rettore del Patrimonio.»
La perdita d'importanza della città e la scarsità delle rendite della mensa vescovile, portarono alla decisione di papa Eugenio IV di unire le diocesi di Nepi e di Sutri con la bolla Sacrosancta Romana ecclesia del 12 dicembre 1435. Da questo momento e fino al 1986 inizia il percorso comune delle due diocesi, che mantennero tuttavia distinte giurisdizioni, curie e residenze vescovili.
Nel 1523 la sede di Nepi fu conferita in amministrazione apostolica al vescovo di Viterbo Egidio Canisio, ma alla sua morte nel 1532 le sedi di Nepi e Sutri tornarono all'unione con il vescovo Jacopo Bongalli. All'epoca del vescovo Pomponio Cesi, venne riscoperto il cimitero di Santa Savinilla, di origini antichissime, i cui scavi furono possibili proprio grazie ai finanziamenti del Cesi, che nel frattempo era divenuto cardinale. Tra il 1556 e il 1560 le sedi furono governate da Antonio Michele Ghislieri, futuro papa Pio V, uno dei massimi protagonisti della riforma cattolica post-tridentina; furono vescovi anche due nipoti del cardinale Giovanni Gerolamo Morone, e cioè Girolamo Gallarati (1560-1564) e Orazio Morone (1580-1603).
Il primo sinodo indetto per l'attuazione delle decisioni del concilio di Trento è quello celebrato nel 1565 dall'amministratore Tiberio Crispo; per l'occasione fu istituita una commissione di laici e di preti per la raccolta di fondi che permettessero il mantenimento di tutti i preti della diocesi di Nepi che giungevano in sede per il sinodo. I primi sinodi di cui si conservano gli atti sono quelli indetti da Orazio Morone nel 1583 per la diocesi di Nepi e nel 1602 per la diocesi di Sutri. Si deve al vescovo Giulio Spinola (1670-1677) la fondazione del Monte di pietà di Nepi. All'epoca di Francesco Viviani, vescovo dal 1740 al 1746, fu istituito il seminario diocesano, rifondato da Francesco Spalletti a metà del XIX secolo.
All'inizio del Settecento, per porre fine ai dissidi fra i capitoli delle due cattedrali di Nepi e di Sutri, la Congregazione del Concilio decretò che nelle diocesi ci fossero due vicari generali e che nelle bolle di nomina i vescovi avessero alternativamente il titolo di Nepi e Sutri e di Sutri e Nepi.
Alla fine del Settecento ripresero vigore la devozione e i pellegrinaggi al santuario di Santa Maria ad rupes a Castel Sant'Elia, fondato dai benedettini nel VI secolo, elevato da Pio X al rango di santuario pontificio e di basilica minore nel 1912.
Durante il periodo napoleonico, il vescovo di Nepi e Sutri Camillo de Simeoni rifiutò di sottoscrivere il giuramento; fu di conseguenza imprigionato e deportato, mentre le sue diocesi vennero soppresse e aggregate alle diocesi di Civita Castellana e Orte. A Nepi un'insurrezione antifrancese fu repressa nel 1798 dall'incendio della città e dal saccheggio della cattedrale e del palazzo vescovile.
All'inizio del Novecento le due diocesi furono affidate al vescovo, francescano tedesco, Bernhard Joseph Doebbing, il quale, con lo scoppio della prima guerra mondiale, fu accusato da Il Messaggero di fare campagna antipatriottica per la vittoria della Germania. Il vescovo querelò il giornale, ma nel processo che ne seguì da accusatore finì per diventare un accusato; perse il processo e si ritirò nel convento di San Francesco a Ripa, dove morì il 14 marzo 1916. Gli succedette Luigi Maria Olivares, salesiano ed ex parroco al Testaccio a Roma, proclamato venerabile da papa Giovanni Paolo II nel 2004.
Il 10 aprile 1976 Marcello Rosina, vescovo di Nepi e Sutri, fu nominato anche vescovo delle sedi unite di Civita Castellana, Orte e Gallese, unendo così in persona episcopi le cinque sedi della provincia viterbese.
In seguito alla soppressione dell'abbazia territoriale dei Santi Vincenzo e Anastasio ad Aquas Salvias, nel 1981 la parrocchia del comune di Monterosi entrò a fare parte della diocesi di Nepi.
Il 21 marzo 1983 per effetto del decreto De animarum della Congregazione per i vescovi estese la sua giurisdizione alle parrocchie di San Michele Arcangelo a Capena, San Giacomo Maggiore Apostolo a Civitella San Paolo, Santa Maria della Consolazione o del Soccorso a Nazzano, che prima erano appartenute all'abbazia territoriale di San Paolo fuori le mura.
L'11 febbraio 1986 le diocesi di Nepi e di Sutri sono state soppresse e il loro territorio incorporato in quello della diocesi di Civita Castellana; contestualmente l'ex cattedrale di Nepi ha assunto il titolo di concattedrale della diocesi civitonica.
Dal 16 febbraio 1991 Nepi è annoverata tra le sedi vescovili titolari della Chiesa cattolica; dal 16 luglio 2022 l'arcivescovo, titolo personale, titolare è Walter Erbì, nunzio apostolico in Liberia, Sierra Leone e Gambia.

## Cronotassi dei vescovi

### Vescovi di Nepi
- San Tolomeo ? †
- San Romano ? †
- San Milione ? †[12]
- Romano II ? † (III secolo)[13]
- Eulalio ? † (419 - 421 dimesso)[14]
- Proiettizio † (menzionato nel 465)[15]
- San Felice † (prima del 495 ? - dopo il 502)[15]
- Paolo † (prima del 591 - dopo il 595)[15]
- Grazioso I † (menzionato nel 649)
- Teodato (o Teodoro) † (prima del 679 - dopo il 680)
- Giorgio o Gregorio † (menzionato nel 721)
- Giovanni I † (prima del 743 - dopo il 764)[16]
- Poto (Fotone ?) † (menzionato ad aprile 769)
- Celso † (IX secolo)[17]
- Innocenzo † (menzionato nell'821)
- Grazioso II † (menzionato nell'826)
- Benedetto I † (menzionato nell'853)
- Andrea † (menzionato nell'861)
- Stefano † (prima dell'868 - dopo l'896)
- Sergio † (prima del 945 - dopo il 955)[18]
- Giovanni II † (prima del 963 - dopo il 993)[18]
- Crescenzo I † (menzionato nel 1015)[18]
- Raniero † (prima del 1024 - dopo il 1027)[18]
- Crescenzo II † (menzionato nel 1042 ?)[18]
  - Alberto † (menzionato ad agosto 1098) (antivescovo)
- Ottone † (prima di agosto 1099 - dopo il 1106)[19]
- Benedetto II † (menzionato nel 1126)[18]
- Rinaldo † (menzionato nel 1141)
- Umberto, O.Cist. † (circa 1150 - ?)
- Martino † (prima del 1178[20] - dopo il 1183)
- Bernardo, O.Cist. † (menzionato a marzo 1186)
- Gerardo † (prima del 1206 - dopo il 1210)
- Pietro † (1212 - 1º giugno 1218 deceduto)
- Anonimo † (1218 - ?)
- Tommaso I † (menzionato nel 1253)[21]
- Amato † (1º luglio 1256 - ?)
- Guglielmo † (1259 - prima del 1262 deceduto)
- Lorenzo † (prima del 1266 - 1276 deceduto)
- Tommaso II, O.F.M. † (9 agosto 1278 - dopo il 1283 deceduto)
- Lituardo Cervati † (29 luglio 1285 - 22 aprile 1298 nominato vescovo di Cagli)
- Angelo, O.F.M. † (1º giugno 1298 - 8 giugno 1302 nominato vescovo di Rieti)
- Paolo, O.F.M. † (31 agosto 1302 - 1317 deceduto)
- Giovanni, O.F.M. † (28 febbraio 1317 - 1321 deceduto)
- Gentile Bentivenga, O.P. † (2 ottobre 1321 - 1337 deceduto)
- Giacomo Cancellieri † (20 aprile 1338 - 1357 deceduto)
- Bonifacio Cetti, O.F.M. † (8 aprile 1358 - 1391 deceduto)
  - Luca Contraguerra, O.P. † (15 gennaio 1379 - ?) (antivescovo)
  - Pietro Scaglia, O.P. † (7 settembre 1391 - 1393 deceduto) (amministratore apostolico)
- Sante † (29 ottobre 1393 - 1396 deceduto)
- Pietro † (12 aprile 1396 - 1400 deceduto)
- Jacopo Onomali-Palvisi † (5 luglio 1400 - ottobre 1400 deceduto)
- Francesco † (20 ottobre 1400 - ?)
- Pietro dall'Orto † (20 aprile 1433 - 12 dicembre 1435 nominato vescovo di Montefiascone e Corneto)

### Vescovi di Nepi e Sutri
- Luca Rossi de' Tartarinis † (12 dicembre 1435 - 1447 deceduto)
- Giacomo Cordoni † (26 maggio 1447 - 1453 deceduto)
- Angelo Altieri, O.P. † (30 aprile 1453 - 1472 deceduto)
- Battista Pontini † (5 luglio 1473 - 5 novembre 1484 nominato vescovo di Bitonto)
- Andrea Paltroni † (5 novembre 1484 - 1489 deceduto)
- Bartolomeo Flores † (21 agosto 1489 - 4 agosto 1495 nominato vescovo di Cosenza)
- Francesco da Cascia † (5 agosto 1495 - 1497 deceduto)
- Antonio Torres, O.S.H. † (17 aprile 1497 - 1497 deceduto)
- Zanardo Bacarotto † (17 luglio 1497 - 24 agosto 1503 deceduto)
- Antonio Alberici † (11 ottobre 1503 - 1506 deceduto)
- Gian Giacomo Bruni † (6 febbraio 1506 - 27 agosto 1507 dimesso)
- Paolo Emilio Bruni † (27 agosto 1507 - 1516 deceduto)
- Jacopo Bongalli † (5 novembre 1516 - 1523 nominato vescovo di Sutri)
  - Egidio Canisio, O.E.S.A. † (1523 - 12 novembre 1532 deceduto) (amministratore apostolico)[22]
- Jacopo Bongalli † (1532 - 1538 dimesso) (per la seconda volta)
  - Giacomo Simonetta † (6 febbraio 1538 - 1º novembre 1539 deceduto) (amministratore apostolico)
- Pomponio Cesi † (24 novembre 1539 - 4 agosto 1542 deceduto)
- Pietro Antonio De Angelis † (7 agosto 1542 - 1553 deceduto)
- Antonio Simeoni, O.S.B.Cam. † (3 luglio 1553 - 2 settembre 1556 deceduto)
- Antonio Michele Ghislieri, O.P. † (4 settembre 1556 - 27 marzo 1560 nominato vescovo di Mondovì, poi eletto papa con il nome di Pio V)
- Girolamo Gallarati † (27 marzo 1560 - 9 giugno 1564 nominato vescovo di Alessandria)
  - Tiberio Crispo † (19 gennaio 1565 - 6 ottobre 1566 deceduto) (amministratore apostolico)
- Egidio Valenti, O.E.S.A. † (25 ottobre 1566 - 9 maggio 1568 deceduto)
- Camillo Campeggi, O.P. † (14 maggio 1568 - 1569 deceduto)
- Donato Stampa † (14 dicembre 1569 - 1575 deceduto)
- Alessio Stradella, O.E.S.A. † (20 luglio 1575 - 27 agosto 1580 deceduto)
- Orazio Morone † (5 settembre 1580 - 30 maggio 1603 deceduto)
- Taddeo Sarti † (31 maggio 1604 - 1616 dimesso)
- Dionisio Martini, O.F.M.Obs. † (18 maggio 1616 - settembre 1627 deceduto)
- Sebastiano De Paoli † (settembre 1627 succeduto - 17 febbraio 1643 deceduto)
- Bartolomeo Vannini † (13 luglio 1643 - 1653 deceduto)
- Marcello Anania † (1º giugno 1654 - 25 aprile 1670 deceduto)
- Giulio Spinola † (2 giugno 1670 - 8 novembre 1677 nominato arcivescovo, titolo personale, di Lucca)
- Giacomo Buoni † (28 febbraio 1678 - circa 1679 o 1681 deceduto)
- Stefano Ricciardi † (1º novembre 1681 - 1683 deceduto)
- Francesco Giusti † (9 aprile 1685 - 23 novembre 1693 nominato vescovo di Camerino)
- Savio Millini † (17 maggio 1694 - 10 febbraio 1701 deceduto)
- Giuseppe Cianti † (14 marzo 1701 - novembre 1708 deceduto)
- Vincenzo Vecchiarelli † (15 aprile 1709 - 24 o 27 gennaio 1740 deceduto)
- Francesco Viviani † (11 novembre 1740 - 18 aprile 1746 nominato vescovo di Camerino e Fabriano)
- Giacinto Silvestri † (2 maggio 1746 - 22 luglio 1754 nominato vescovo di Orvieto)
- Filippo Mornati † (16 settembre 1754 - 8 giugno 1778 deceduto)
- Girolamo Luigi Crivelli † (28 settembre 1778 - 27 novembre 1780 deceduto)
- Camillo de Simeoni † (16 dicembre 1782 - 2 gennaio 1818 deceduto)
- Anselmo Basilici † (25 maggio 1818 - 5 settembre 1840 deceduto)
- Francesco Spalletti † (14 dicembre 1840 - 12 gennaio 1850 deceduto)
- Gaspare Petocchi † (20 maggio 1850 - 7 agosto 1855 deceduto)
- Lorenzo Signani, O.F.M.Cap. † (28 settembre 1855 - 2 settembre 1863 deceduto)
  - Sede vacante (1863-1867)
- Giulio Lenti † (22 febbraio 1867 - 28 gennaio 1876 nominato arcivescovo vicegerente di Roma[23])
- Giovanni Battista Paolucci † (28 gennaio 1876 - 15 luglio 1878 nominato amministratore apostolico di Perugia[24])
- Giuseppe Maria Costantini † (15 luglio 1878 - 1º giugno 1891 deceduto)
- Generoso Mattei † (1º giugno 1891 - 9 gennaio 1900 deceduto)
- Bernhard Döbbing, O.F.M. † (2 aprile 1900 - 14 marzo 1916 deceduto)
- Luigi Maria Olivares, S.D.B. † (15 luglio 1916 - 19 maggio 1943 deceduto)
- Giuseppe Gori † (17 agosto 1943 - 2 luglio 1969 deceduto)
  - Sede vacante (1969-1974)
- Marcello Rosina † (10 agosto 1974 - 11 febbraio 1986 nominato vescovo di Civita Castellana)

### Vescovi titolari
- Felipe Bacarreza Rodríguez (16 luglio 1991 - 7 gennaio 2006 nominato vescovo di Los Ángeles)
- Benedetto Tuzia (28 gennaio 2006 - 31 maggio 2012 nominato vescovo di Orvieto-Todi)
- René Leigue Cesari (31 ottobre 2012 - 22 aprile 2022 nominato arcivescovo di Santa Cruz de la Sierra)
- Walter Erbì, dal 16 luglio 2022

## Statistiche
Statistiche delle diocesi unite di Nepi e Sutri:
| anno | popolazione | popolazione | popolazione | presbiteri | presbiteri | presbiteri | presbiteri                | diaconi | religiosi | religiosi | parrocchie |
| anno | battezzati  | totale      | %           | numero     | secolari   | regolari   | battezzati per presbitero | diaconi | uomini    | donne     | parrocchie |
| ---- | ----------- | ----------- | ----------- | ---------- | ---------- | ---------- | ------------------------- | ------- | --------- | --------- | ---------- |
| 1950 | 63.854      | 63.854      | 100,0       | 107        | 61         | 46         | 596                       |         | 72        | 260       | 35         |
| 1970 | 69.232      | 69.279      | 99,9        | 86         | 48         | 38         | 805                       |         | 66        | 313       | 37         |
| 1980 | 84.223      | 84.667      | 99,5        | 92         | 52         | 40         | 915                       |         | 88        | 292       | 38         |